# Meurtre de Chris Kyle et Chad Littlefield
 (juillet 2022).
Le contenu est difficilement compréhensible vu les erreurs de traduction, qui sont peut-être dues à l'utilisation d'un logiciel de traduction automatique.
Le meurtre de Chris Kyle et Chad Littlefield a eu lieu le 2 février 2013 sur un champ de tir près de Chalk Mountain au Texas. Chris Kyle, un ancien membre des Navy SEAL, et son ami Chad Littlefield sont en train de fixer des cibles sur le pas de tir quand Eddie Ray Routh ouvre le feu et les atteint tous les deux. Routh, un marine de 25 ans au moment des faits, souffrait d'un trouble de stress post-traumatique.
En raison de la renommée de Kyle, auteur de l'autobiographie à succès American Sniper, publiée en 2012, l'affaire a une répercussion nationale. Une adaptation cinématographique basée sur ce livre, et réalisée par Clint Eastwood, sort deux ans plus tard,,.

## Meurtres
Après avoir quitté l'armée, Chris Kyle commence à travailler avec des vétérans. La mère de Routh, qui travaillait à l'école que fréquentaient les enfants de Kyle, entend parler de son travail et lui demande d'aider son fils. Kyle accepte d'emmener Routh à un champ de tir, ce que Kyle croyait avoir une valeur thérapeutique.  
Le 2 février 2013, Kyle et son ami, Chad Littlefield, 35 ans, sont tués par Eddie Ray Routh au champ de tir de Rough Creek Ranch-Lodge-Resort dans le comté d'Erath, au Texas. Kyle et Littlefield étaient tous deux armés de pistolets de type M1911 lorsqu'ils sont tués, mais aucune des deux armes n'avait été dégagée ou tirée, et les crans de sécurité étaient toujours en place. Kyle a été tué avec un pistolet de calibre .45 (11,43), tandis que Littlefield a été abattu avec un pistolet SIG Sauer P226 Mk.25 Mod 0 de 9 mm. Les deux armes appartenaient à Kyle.  
Routh est un vétéran du US Marine Corps âgé de 25 ans de Lancaster, au Texas. Kyle et Littlefield auraient emmené Routh au champ de tir dans le but de l'aider avec son trouble de stress post-traumatique (TSPT). Routh avait fréquenté des hôpitaux psychiatriques pendant au moins deux ans et avait été diagnostiqué comme schizophrène. Sa famille a également déclaré qu'il souffrait de TSPT à cause de son temps dans l'armée,. Sur le chemin du champ de tir, Kyle envoie un SMS à Littlefield : « Ce type est complètement dingue. », il lui répond : « Il est juste derrière moi, surveille mes arrières »,. Quatre mois plus tard, alors qu'il est dans sa cellule de prison, Routh confie à l'ancien adjoint du shérif du comté d'Erath, Gene Cole : « J'étais juste assis sur le siège arrière du camion, et personne ne voulait me parler. Ils m'emmenaient juste au champ de tir, alors je leur ai tiré dessus. Je me sens mal, mais ils ne voulaient pas me parler. Je suis sûr qu'ils m'ont pardonné ». 
Après les meurtres, Routh va chez sa sœur à Midlothian et lui dit ce qu'il a fait. Sa sœur, Laura Blevins, appelle le 911 et dit à l'opérateur des urgences : « Ils sont allés à un champ de tir... Genre, il est tout fou. Il est... psychotique »,. La police locale capture Routh après une course poursuite sur autoroute, qui se termine lorsque ce dernier, qui a fui les lieux dans le camion Ford F-350 de Kyle, s'écrase dans une voiture de police à Lancaster.

## Auteur du crime
Eddie Ray Routh est né le 30 septembre 1987 à Lancaster, au Texas, de Raymond et Jodi Routh. Il a une sœur aînée, Laura Blevins. Il voulait rejoindre le Corps des Marines depuis l'âge de treize ans, et le fait après le lycée. Il est déployé dans une base près de Bagdad en septembre 2007, où il travaille pendant six mois comme gardien de prison et répare des armes. En janvier 2010, il est envoyé en mission humanitaire en Haïti. Il a été honorablement libéré du Corps des Marines en juillet 2011 après avoir servi pendant sept ans.
À la fin de juillet 2011, des médecins de l'hôpital des anciens combattants diagnostiquent Routh comme souffrant d'un trouble de stress post-traumatique et lui prescrivent des antipsychotiques et des antidépresseurs. Il souffrait d'hallucinations auditives et de paranoïa et avait menacé de se suicider. Les cliniciens VA croyaient que les symptômes psychotiques de Routh étaient causés par l'abus d'alcool et ont offert un traitement hospitalier. Il refuse et arrête de prendre ses médicaments.

## Victimes
Chris Kyle avait 38 ans au moment de sa mort ; Chad Littlefield avait 35 ans. 

## Procès
Routh est interpellé le 2 février 2013 pour deux chefs d'accusation de meurtre qualifié et est emmené à la prison du comté d'Erath pour détention sous caution de 3 millions de dollars. Son procès devait commencer le 5 mai 2014, mais a été retardé pour donner plus de temps aux exigences des tests ADN. Le procès a débuté le 11 février 2015.  
Les avocats de Routh ont soutenu qu'il était fou au moment des meurtres. Le psychologue légiste Randall Price, témoin à charge, soupçonne Routh de simuler la schizophrénie. Il prétend que Routh a en fait un trouble de la personnalité paranoïaque exacerbé par la consommation de drogue. Il déclare également que les symptômes psychotiques de Routh peuvent être attribués à l'abus de drogues et d'alcool. Un autre expert, le Dr Michael Arambula, déclare qu'il ne croyait pas que Routh soit schizophrène et qu'il n'était pas fou au moment des meurtres mais qu'il était en état d'ébriété.  
Le 24 février 2015, Routh est reconnu coupable du meurtre de Kyle et Littlefield. Le jury rend le verdict après trois heures de délibérations. Les procureurs ayant décidé à l'avance de ne pas demander la peine de mort, le juge de première instance, Jason Cashon, le condamne à la prison à vie sans possibilité de libération conditionnelle,. Routh est emprisonné à l'unité Powledge du département de la justice pénale du Texas, près de Palestine, au Texas.

## Funérailles
Un service commémoratif a lieu pour Kyle au Cowboys Stadium à Arlington (Texas), le 11 février 2013. Il est enterré le 12 février 2013 au cimetière d'État du Texas à Austin, après que le cortège funèbre s'est rendu de Midlothian à Austin, à plus de 200 milles (322 kilomètres). Des centaines de personnes, dont beaucoup brandissent des drapeaux américains, s'alignent sur l'Interstate 35 pour voir passer le cortège et rendre hommage à Kyle,.  
Les funérailles de Littlefield ont eu lieu le 8 février 2013 à la First Baptist Church de Midlothian ; il est enterré au cimetière du mont Sion.